# 呆头
呆头，是在朱斌的漫画《爆笑王国》、《呆头农场》和《爆笑校园》的主角，其小时候居住於白吃村。后来从农村到狗刨市里念书的故事。入选十大卡通形象之一。

## 外观
寸头大眼睛，总是露出四颗门牙，身穿蓝色老式背心（在部分漫画中是蓝色短袖T恤，上有白色纽扣）、红色豹纹阿罗裤和红色拖鞋。在《呆头农场》中，呆头的头顶上只有一根呆毛，身穿带有“呆”字的红色肚兜和白色纸尿裤。